# Вукошић
Вукошић је насеље у Србији у општини Владимирци у Мачванском округу. Према попису из 2022. било је 519 становника.
У атару села се налази Вукошићка бара.

## Галерија
- Дом културе
- Споменик палим борцима
- Споменик палим борцима
- Звоно у школском дворишту
- Звоно у школском дворишту
- Зграда школе
- Сеоска школа

## Демографија
У насељу Вукошић живи 598 пунолетних становника, а просечна старост становништва износи 42,3 година (40,6 код мушкараца и 44,1 код жена). У насељу има 245 домаћинстава, а просечан број чланова по домаћинству је 3,05.
Ово насеље је великим делом насељено Србима (према попису из 2002. године), а у последња три пописа, примећен је пад у броју становника.
|  |

| Демографија | Демографија | Демографија |
| Година      | Становника  | Становника  |
| ----------- | ----------- | ----------- |
| 1948.       | 1.030       |             |
| 1953.       | 1.109       |             |
| 1961.       | 1.007       |             |
| 1971.       | 931         |             |
| 1981.       | 863         |             |
| 1991.       | 829         | 808         |
| 2002.       | 748         | 800         |

| Етнички састав према попису из 2002.‍ | Етнички састав према попису из 2002.‍ | Етнички састав према попису из 2002.‍ | Етнички састав према попису из 2002.‍ | Етнички састав према попису из 2002.‍ |
| ------------------------------------ | ------------------------------------ | ------------------------------------ | ------------------------------------ | ------------------------------------ |
|                                      |                                      |                                      |                                      |                                      |
| Срби                                 | Срби                                 |                                      | 705                                  | 94,25%                               |
| Роми                                 | Роми                                 |                                      | 41                                   | 5,48%                                |
| Словаци                              | Словаци                              |                                      | 1                                    | 0,13%                                |
| непознато                            | непознато                            |                                      | 1                                    | 0,13%                                |

| Година пописа     | 1948. | 1953. | 1961. | 1971. | 1981. | 1991. | 2002. |
| ----------------- | ----- | ----- | ----- | ----- | ----- | ----- | ----- |
| Број домаћинстава | 203   | 209   | 226   | 225   | 242   | 238   | 245   |

| Број чланова      | 1  | 2  | 3  | 4  | 5  | 6  | 7 | 8 | 9 | 10 и више | Просек |
| ----------------- | -- | -- | -- | -- | -- | -- | - | - | - | --------- | ------ |
| Број домаћинстава | 54 | 63 | 35 | 44 | 21 | 20 | 5 | 1 | 1 | 1         | 3,05   |

| Пол    | Укупно | Неожењен/Неудата | Ожењен/Удата | Удовац/Удовица | Разведен/Разведена | Непознато |
| ------ | ------ | ---------------- | ------------ | -------------- | ------------------ | --------- |
| Мушки  | 324    | 91               | 194          | 26             | 13                 | 0         |
| Женски | 304    | 40               | 192          | 67             | 5                  | 0         |
| УКУПНО | 628    | 131              | 386          | 93             | 18                 | 0         |

| Пол    | Укупно                    | Пољопривреда, лов и шумарство | Рибарство                            | Вађење руде и камена | Прерађивачка индустрија       |
| ------ | ------------------------- | ----------------------------- | ------------------------------------ | -------------------- | ----------------------------- |
| Мушки  | 223                       | 158                           | 0                                    | 0                    | 37                            |
| Женски | 175                       | 142                           | 0                                    | 0                    | 15                            |
| УКУПНО | 398                       | 300                           | 0                                    | 0                    | 52                            |
| Пол    | Производња и снабдевање   | Грађевинарство                | Трговина                             | Хотели и ресторани   | Саобраћај, складиштење и везе |
| Мушки  | 1                         | 7                             | 6                                    | 2                    | 5                             |
| Женски | 0                         | 1                             | 9                                    | 1                    | 0                             |
| УКУПНО | 1                         | 8                             | 15                                   | 3                    | 5                             |
| Пол    | Финансијско посредовање   | Некретнине                    | Државна управа и одбрана             | Образовање           | Здравствени и социјални рад   |
| Мушки  | 0                         | 1                             | 5                                    | 1                    | 0                             |
| Женски | 0                         | 1                             | 0                                    | 2                    | 3                             |
| УКУПНО | 0                         | 2                             | 5                                    | 3                    | 3                             |
| Пол    | Остале услужне активности | Приватна домаћинства          | Екстериторијалне организације и тела | Непознато            | Непознато                     |
| Мушки  | 0                         | 0                             | 0                                    | 0                    | 0                             |
| Женски | 0                         | 0                             | 0                                    | 1                    | 1                             |
| УКУПНО | 0                         | 0                             | 0                                    | 1                    | 1                             |